# Alaska-Territorium

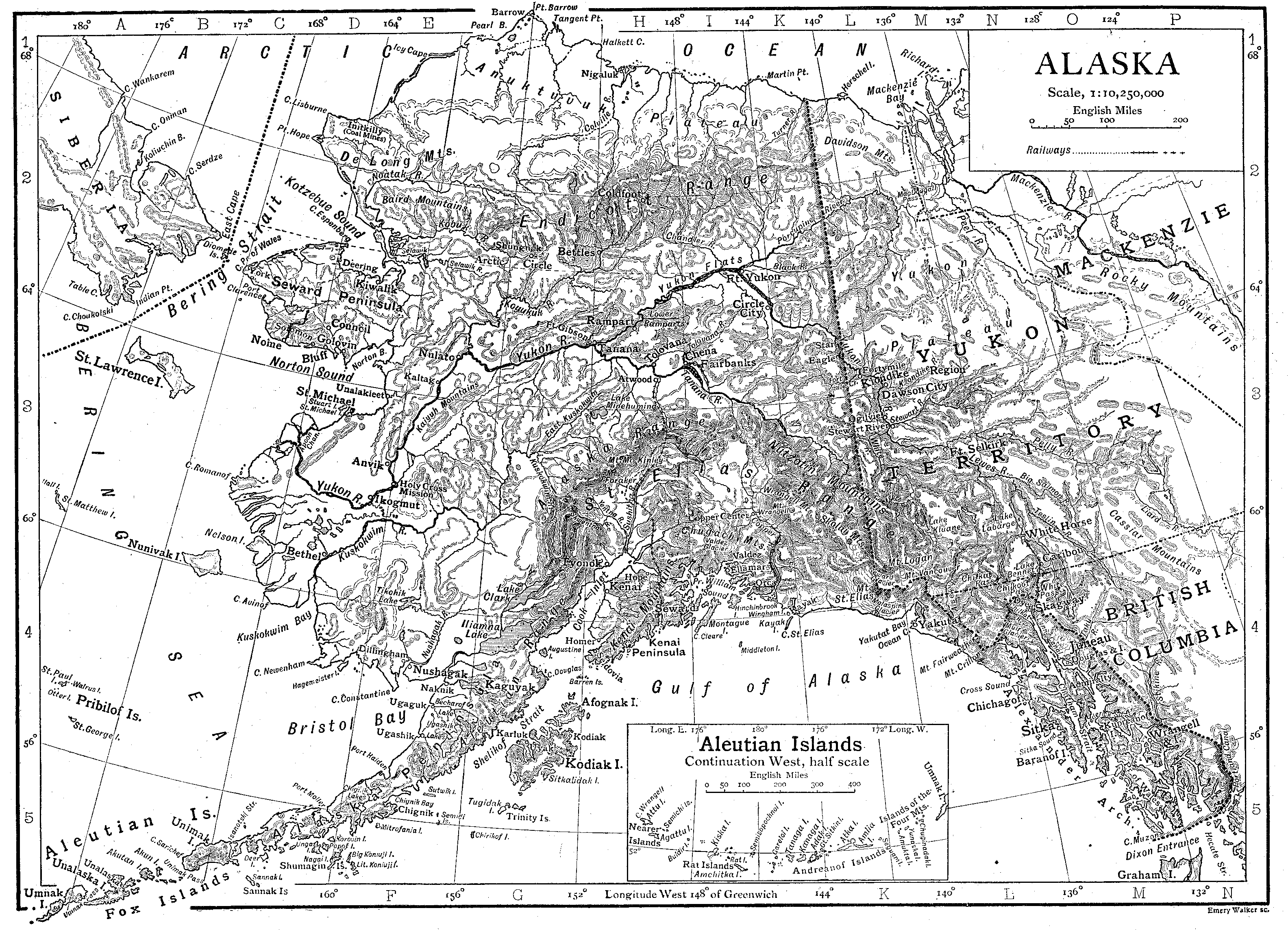
Der District of Alaska 1911, ein Jahr vor der Gründung des Alaska-Territoriums

Das Alaska-Territorium (engl.: Alaska Territory) war von 1912 bis 1959 ein den Vereinigten Staaten von Amerika zugehöriges bundesunmittelbares Gebiet. Es ging aus dem District of Alaska hervor und wurde 1959 zum US-Bundesstaat Alaska.

## Bevölkerung
1955 hatte das Alaska-Territorium etwa 209.000 Einwohner. Rund ein Drittel der Bevölkerung zählte zu den indigenen Völkern.

## Geschichte
Nachdem Alaska als Department von 1867 bis 1884 der Gerichtsbarkeit wechselnder US-Institutionen wie dem Finanzministerium unterstanden und als District von 1884 bis 1912 eine eigene Regierung bekommen hatte, wurde der Ruf nach einem Sitz im Kongress der Vereinigten Staaten laut. Dem wurde am 24. August 1912 mit der Gründung des Alaska-Territoriums, eines der Regierungsgewalt der US-amerikanischen Bundesregierung unterstehenden Gebiets ohne den Status eines Bundesstaats, nachgegeben. Mit dem Second Organic Act von 1912 wurde die Bezeichnung von District in Territory geändert.
Die Schlacht um die Aleuten im Zweiten Weltkrieg war die erste Invasion amerikanischen Bodens seit dem britisch-amerikanischen Krieg von 1812.

### Ansiedlungsplan von Juden in Alaska
1940 stellte Harold L. Ickes als Roosevelts Innenminister einen Antrag im Kongress, der abgelehnt wurde, die durch die antisemitische Politik Deutschlands gefährdeten Juden aus humanitären Gründen angesichts der Vertreibung der Juden aus Deutschland in Alaska anzusiedeln.
Der grundsätzliche Gedanke des Plans war, die jüdischen Flüchtlinge für eine begrenzte Zeit auf dem damaligen Territorium von Alaska anzusiedeln, um sie nach dem Krieg wieder zurückkehren zu lassen. Diese gescheiterte Initiative ist Grundlage des Romans „Die Vereinigung jiddischer Polizisten“ von Michael Chabon.

## Politik
Die militärstrategische Bedeutung Alaskas und der Reichtum an Bodenschätzen förderten die Bemühungen um die Anerkennung Alaskas als Bundesstaat. US-Präsident Dwight D. Eisenhower unterzeichnete am 7. Juli 1958 den Alaska Statehood Act, der den Weg für die Aufnahme in die Union am 3. Januar 1959  öffnete. Juneau, die Hauptstadt des Territoriums, wurde auch die Hauptstadt des neuen Bundesstaats.

### Gouverneure des Alaska-Territoriums
| Name                           | Amtszeit  |
| ------------------------------ | --------- |
| Walter Eli Clark               | 1912–1913 |
| John Franklin Alexander Strong | 1913–1918 |
| Thomas Riggs junior            | 1918–1921 |
| Scott Cordelle Bone            | 1921–1925 |
| George Alexander Parks         | 1925–1933 |
| John Weir Troy                 | 1933–1939 |

| Name                          | Amtszeit  |
| ----------------------------- | --------- |
| Ernest Henry Gruening         | 1939–1953 |
| Benjamin Franklin Heintzleman | 1953–1957 |
| Waino Edward Hendrickson      | 1957      |
| Michael Anthony Stepovich     | 1957–1958 |
| Waino Edward Hendrickson      | 1958–1959 |